# لازلو فيهير
لازلو فيهير (بالألمانية: László Fehér) (و. 1953  م) هو رسام مجري، ولد في سيكشفهيرفار.

## جوائز
حصل على جوائز منها:
- نيشان الفنون والآداب من رتبة قائد (17 يناير 2013)[2]
- جائزة المنافسة العامة  [لغات أخرى]‏ (1946)